# Campe’sche Historische Kunststiftung
Die Campe’sche Historische Kunststiftung ist eine von Julius H. W. Campe im Jahre 1909 testamentarisch begründete Stiftung, deren Kapitalerträge den beiden bedeutendsten Hamburger Kunstmuseen zugutekommen.

## Geschichte und Bedeutung
Julius Heinrich Wilhelm Campe (* 18. Februar 1846; † 12. November 1909), Sohn des Heine-Verlegers Julius Johann Wilhelm Campe, war Leiter des Verlags Hoffmann und Campe. Er überließ einen Teil seines Vermögens einer von ihm testamentarisch berufenen Stiftung mit der Zweckbestimmung, aus den Erträgen des Kapitals den hamburgischen Sammlungen Gegenstände der Kunst oder des Kunstgewerbes älterer Zeit zuzuführen. 1915 verlieh der Senat der Freien und Hansestadt Hamburg der Campe’schen Historischen Kunststiftung Rechtsfähigkeit. Vermögen fiel der Stiftung erstmals 1930 (nach dem Tode von Vorerben) zu, das seit 1955 aus zwei Geschäftsgrundstücken in der Hamburger Innenstadt, darunter dem Heine-Haus besteht. Die Überschüsse aus der Grundstücksverwaltung fließen je zur Hälfte der Hamburger Kunsthalle und dem Museum für Kunst und Gewerbe Hamburg für den Ankauf von Kunstwerken zu. Die Gesamtsumme der von 1930 bis 2008 geleisteten Zuwendungen beläuft sich auf umgerechnet 14,6 Millionen Euro. Geleitet wird die Stiftung durch einen Vorstand, dem die Direktoren der beiden Hamburger Kunstmuseen sowie ein leitender Beamter der für die Kultur zuständigen Hamburger Behörde angehören, sowie einen Geschäftsführer.